# Greenville, Ohio
Greenville là một thành phố thuộc quận Darke, tiểu bang Ohio, Hoa Kỳ. Năm 2010, dân số của thành phố này là 13227 người.

## Dân số
- Dân số năm 2000: 13294 người.
- Dân số năm 2010: 13227 người.